# Laserinduzierte Thermotherapie

Schemazeichnung: Laser-induzierte Thermotherapie (LITT)

Die Laser-induzierte Thermotherapie (LITT) ist ein minimalinvasives, d. h. schonendes Therapieverfahren zur lokalen Behandlung bösartiger Lebertumoren. Mittels eines im Gewebe platzierten Laser-Applikators wird hierbei Laserlicht einer Wellenlänge von 1064 nm via Glasfaser auf das Tumorgewebe übertragen, dieses direkt erhitzt und somit Tumorzellen zerstört. Als Energiequelle dient ein Nd:YAG-Laser (Neodym-dotierter Yttrium-Aluminium-Granat-Laser).

## Anwendungsgebiete
Die laserinduzierte Thermotherapie findet zunehmend Anwendung bei Lebermetastasen (z. T. bereits auch in der Lunge), die aufgrund ihrer ungünstigen Lage im Körper oder aufgrund vorangegangener Erkrankungen nicht auf konventionellem Wege, also durch eine chirurgische Entfernung, behandelt werden können. Dieses Verfahren ersetzt dabei nicht etablierte Verfahren wie Operationen und/oder Chemotherapien, sondern soll vielmehr eine weitere effektive Option in dem interdisziplinären Therapiekonzept darstellen. Auch bei bereits systemischen Erkrankungen kann das lokale Thermoablationsverfahren LITT zusätzlich zu notwendigen Chemotherapien durchgeführt werden und den Behandlungserfolg optimieren.

## Durchführung
Zunächst erfolgt eine ausführliche Voruntersuchung und Aufklärung des Patienten über die möglichen Risiken des Eingriffs. Die Punktion des Lebertumors wird unter örtlicher Betäubung in der Regel noch in einem Computertomographen (CT), alternativ auch unter Ultraschall-Kontrolle, durchgeführt. Im nächsten Schritt wird der Laserapplikator durch ein kleines Loch in der Bauchhaut (perkutan) direkt in das Lebergewebe vorgeschoben. In einem Magnet-Resonanz-Tomographen (MRT) kann dann mit Hilfe spezieller temperaturempfindlicher Bildgebung das Fortschreiten der Therapie beurteilt werden. Die Dauer des Eingriffes beträgt ca. eine halbe Stunde. Der Patient ist während dieser Zeit wach (unter Schmerzmedikation und Beruhigungsmitteln) und kann bereits nach einer kurzen Aufenthaltszeit im Krankenhaus die Klinik wieder verlassen.

## Ziele der Behandlung
Der Befall der Leber stellt bei einer Vielzahl onkologischer Krankheitsbilder einen entscheidenden Faktor für das Überleben des Patienten dar. Als einziges Therapieverfahren mit dem Ziel einer Heilung des Patienten gilt derzeit noch die chirurgische Entfernung des befallenen Leberabschnittes. Da jeder operative Eingriff jedoch mit Komplikationen einhergehen kann und ein Risiko für den Patienten darstellt, wurden weniger invasive Therapieverfahren entwickelt, zu denen neben der LITT auch die RFA (Radio Frequence Ablation), das AL (Afterloading) und die MFH (Magnet Fluid Hyperthermia) gehören. Sie bieten den Vorteil einer patientenschonenderen Therapie mit vergleichbaren Prognosen und die Möglichkeit wiederholter Anwendung.

## Einschränkungen
Es bestehen für die Anwendung am Patienten auch einige Einschränkungen. Diese ergeben sich zunächst aus der Indikationsstellung im Rahmen des interdisziplinären patientenindividuellen Therapiekonzepts. So werden in der Regel Lebermetastasen eines Dickdarmkrebses oder Brustkrebses mit dieser Methode behandelt. Andere Erkrankungen, wie zum Beispiel Magen- oder Bauchspeicheldrüsenkrebs, werden bei Auftreten von Lebermetastasen bereits als systemische Erkrankungen aufgefasst und werden häufig primär mittels systemischer Chemotherapie behandelt. Jedoch kann auch hier in selektiven Patienten eine chirurgische Entfernung des Tumors oder die LITT additiv angewendet werden. Generell und stark vereinfacht gesagt, sollten keine ausgeprägten Metastasen außerhalb der Leber vorhanden sein, da hierbei immer das systemische Therapiekonzept im Fokus steht. Des Weiteren dürfen verallgemeinernd ausgedrückt nicht mehr als fünf Tumoren in der Leber vorhanden sein, und diese dürfen den Durchmesser von 5 cm nicht überschreiten. Diese Parameter basieren auf klinischen Erfahrungen und den technischen Beschränkungen der LITT, deren maximale Läsionsgröße derzeit auf 5 cm beschränkt ist.

## Weiterentwicklungen und Trends

### Miniaturisiertes Applikator-System
Inzwischen wurde ein neuartiger miniaturisierter Laserapplikator entwickelt. Durch diese Weiterentwicklung der Instrumente wird die Laser-induzierte Thermotherapie zu einer patientenschonenderen und komplikationsärmeren Therapieoption für die Behandlung maligner Lebertumoren.

### Behandlung im offenen Hochfeld-MRT (oMRT)
Minimal-invasive Verfahren wie die LITT sollen zukünftig komplett mit Hilfe der Magnet-Resonanz-Tomographie durchgeführt werden, da diese keine Strahlenbelastung für den Patienten darstellt und für den Arzt eine weitaus bessere Bildqualität im Vergleich zur Computertomographie bereitstellt. Seit neuestem steht eine Generation von offenen Hochfeld-MRT-Systemen (1.0 Tesla) zur Durchführung minimal-invasiver Eingriffe zur Verfügung, in denen von der Therapieplanung über die Behandlung bis hin zur Nachsorgeuntersuchung die komplette Patientenbetreuung durchgeführt und in einem Echtzeit-nahen Verfahren überwacht werden kann. Diese offenen Magnetresonanztomographen bieten im Gegensatz zu konventionellen, tunnelkonfigurierten MRT´s den großen Vorteil, dass sie dem Arzt genügend Platz für die Behandlung am Patienten gewähren. Zudem bieten die offenen MRT-Systeme mehr Komfort besonders für ängstliche Kinder und Erwachsene mit Platzangst als auch für größere Patienten. Die Arbeit des oMRT im „Hochfeld“-Bereich bei 1,0 Tesla gewährleistet zudem eine gute Bildqualität und ermöglicht so eine Durchführung der LITT unter großer Präzision und Sicherheit.